# Besmé
Besmé település Franciaországban, Aisne megyében. Lakosainak száma 166 fő (2022. január 1.). Besmé Blérancourt, Bourguignon-sous-Coucy, Camelin, Manicamp és Saint-Paul-aux-Bois községekkel határos.

## Népesség
A település népességének változása:
| Lakosok száma | 132  | 131  | 136  | 154  | 155  | 153  | 160  | 163  | 164  | 166  |
|               | 1968 | 1982 | 1990 | 2006 | 2013 | 2015 | 2017 | 2019 | 2020 | 2022 |